# Distrito de La Esperanza (Trujillo)
El distrito de La Esperanza es uno de los doce distritos que conforman la Provincia de Trujillo, ubicada en el departamento de La Libertad en el Norte del Perú.

## Límites
El Distrito de La Esperanza limita al:
| Noroeste: Distrito de Huanchaco                        | Norte: Distrito de Huanchaco | Nordeste: Distrito de Huanchaco                                                         |
| Oeste: Distrito de Huanchaco                           |                              | Este: Distrito de Alto Trujillo, Distrito de El Porvenir, Distrito de Florencia de Mora |
| Suroeste: Distrito de Huanchaco y Distrito de Trujillo | Sur: Distrito de Trujillo    | Sureste: Distrito de Trujillo y Distrito de Florencia de Mora                           |

## Historia

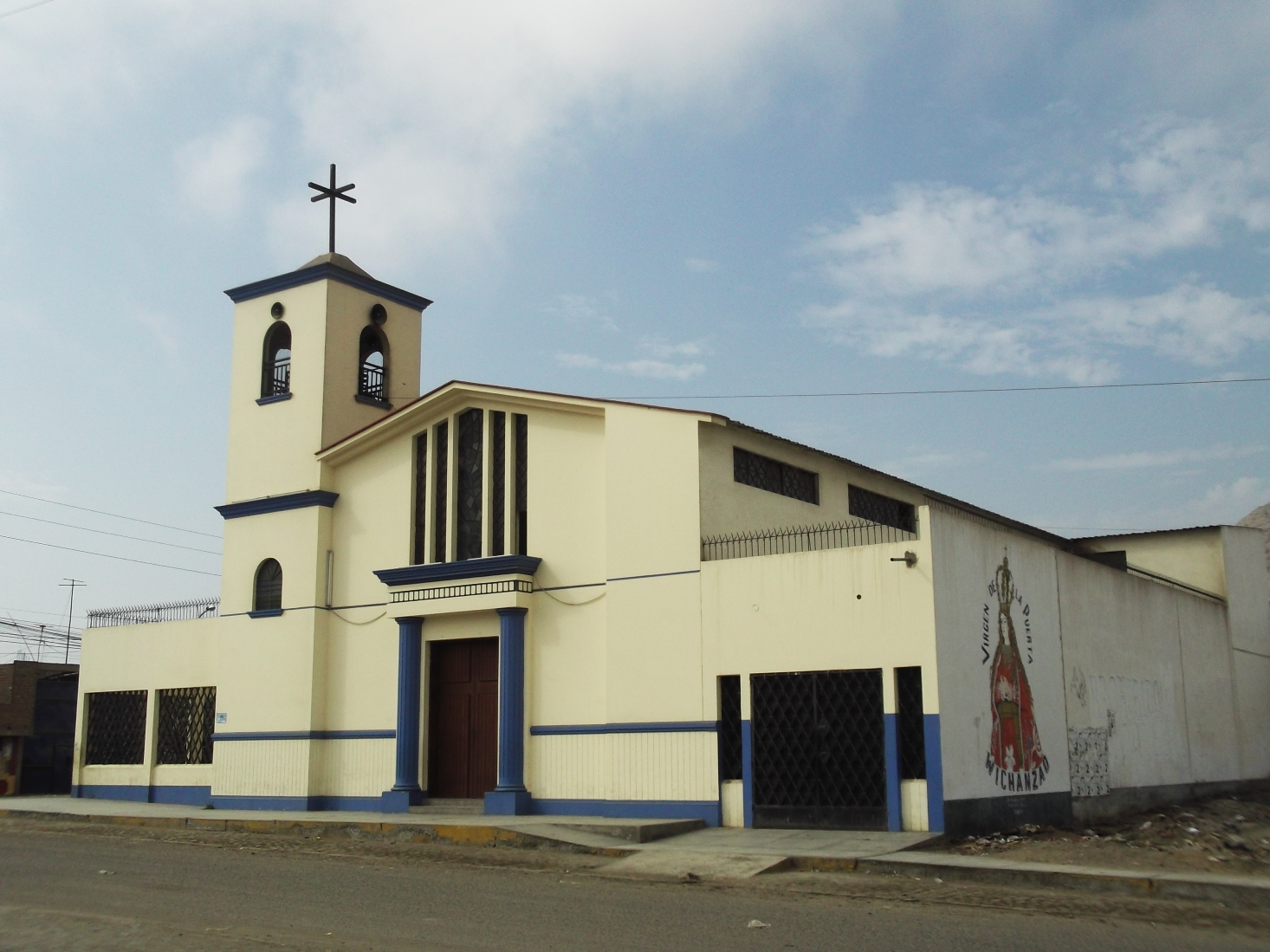
Iglesia de San Juan María Vianney.

Este distrito fue creado mediante Ley N° 15418 del 29 de enero de 1965, durante el primer gobierno de Fernando Belaúnde Terry.

## Geografía
Abarca una superficie de 15,55 km².

## Hitos urbanos
El distrito está conformado por un único centro poblado que forma parte de la ciudad de Trujillo, se ubica aproximadamente a unos 4 kilómetros al norte del centro histórico de Trujillo.
Se conecta con el distrito de Trujillo por dos avenidas principales, La Avenida Nicolás de Piérola y La Avenida Túpac Amaru. El distrito posee gran cantidad de movimiento comercial y cuenta con agencias bancarias, Institutos, centros de abastos,etc.

## Población
Según los resultados del censo de población y vivienda del año 2025; la población del distrito La Esperanza para ese año era de 189 206 habitantes.

## División político-administrativa
El Distrito de La Esperanza, considerado como uno de los principales y el más poblado distrito de la Provincia de Trujillo, actualmente se halla dividido en diez sectores: 
1. Central
2. Santa Verónica
3. Jerusalén
4. Pueblo Libre
5. San Martín
6. Fraternidad
7. Indoamérica
8. Wichanzao
9. Manuel Arévalo II y  III
10. Parque Industrial.

Además cuenta con dieciséis' 'asentamientos humanos:
| - Primavera - Ramiro Priale - María Elena Moyano - Los pinos - Las Palmeras - Pueblo del Sol | - Primavera I - Primavera II - El Triunfo - Indoamérica - Manuel Soane | - Virgen de la Puerta - Simón Bolívar - Nuevo Horizonte - Fraternidad - Alan García Pérez - Virgen del Socorro I - Virgen del Socorro II |

## Autoridades

### Municipales

#### Últimas gestiones
- 2027 - 2030

- 2023 - 2026
  - Alcalde
    - Wilmer Sánchez Ruiz

  - Regidores[4]
    - Lino Lozano Trujillo
    - Francisca Miranda Bueno
    - Elton Leonel Cruz Guarniz
    - Margarita Elizabeth Visurraga Castillo
    - Jorge Luis Quezada Romero
    - Sandra Cecilia Miranda Rosales
    - Beyker Esteban Carbajal Layza
    - José Fausto Ávila Ruíz
    - Hemiter Jhon Vera Jáuregui
    - Jin José Robles Centurión

### Policiales
- Comisario:  PNP.